# کورمی-آن-پریزی
شهر کورمِی-آن-پَریزی (به فرانسوی: Cormeilles-en-Parisis) در شهرستان ول-دوآز در ناحیه ایل-دو-فرانس با جمعیت ۲۱٬۵۰۳ نفر در کشور فرانسه واقع شده‌است